# Fiskeridirektoratet
Das Fiskeridirektoratet (deutsch das Fischereidirektorat) ist eine norwegische Fischereibehörde, die dem Ministerium für Wirtschaft und Fischerei (Nærings- og fiskeridepartementet) nachgeordnet ist. Die Behörde ist für die Bereiche Fischerei, Nutzung der Meere und Meeresumwelt zuständig.

## Geschichte
Das Fiskeridirektoratet wurde durch einen Beschluss des norwegischen Nationalparlaments Storting vom 25. April 1900 gegründet. Ihre Arbeit nahm die Behörde im Oktober 1900 in ihrem Hauptsitz in Bergen auf. Zunächst trug die Behörde den Namen Norges Fiskeristyrelse, den heutigen Namen träge sie seit dem Beginn des Jahres 1906. Im Jahr 1965 wurden mehrere Behörden aus dem Bereich der Fischerei- und Meeresverwaltung in das Fiskeridirektoratet eingegliedert. Zum Ende des Jahres 1989 wurde das Meeresforschungsinstitut Havforskningsinstituttet von der Behörde ausgegliedert. Das für Forschung im Bereich von Ernährung und Meeresfrüchten zuständige Institut Nasjonalt institutt for ernærings- og sjømatforskning (NIFES) entstand im Jahr 2003, als es vom Fiskeridirektoratet abgespaltet wurde. Die Trennung erfolgte, um die Verwaltung und die wissenschaftliche Forschung besser zu trennen. Die für Lebensmittelsicherheit im Bereich von Fisch und Meeresfrüchten zuständige Abteilung des Fiskeridirektoratets wurde im Jahr 2004 an die Lebensmittelaufsichtsbehörde Mattilsynet übertragen. Im Jahr 2020 arbeiteten rund 420 Personen für die Behörde.

## Direktoren
Am 1. Dezember 2021 übernahm Frank Bakke-Jensen die Position als Direktor des Fiskeridirektoratets (norwegisch Fiskeridirektør). Bakke-Jensen war zuvor in der Regierung Solberg Verteidigungsminister. Folgende Personen leiteten die Behörde im Laufe der Zeit:
- 1900–1906: Gabriel Westergaard, Jens O. Dahl
- 1906–1918: Johan Hjort
- 1918–1937: Sigurd Asserson
- 1938–1945: Hans Jacob Salvesen
- 1945–1948: Ola Brynjelsen
- 1948–1973: Klaus Sunnanå
- 1973–1978: Knut Vartdal
- 1978–1988: Hallstein Rasmussen
- 1988–1996: Viggo Jan Olsen
- 1996–2008: Peter Gullestad
- 2008–2020: Liv Holmefjord
- 2020–2021: Per Sandberg (kommissarisch)[4]
- seit 2021: Frank Bakke-Jensen

## Zuständigkeit

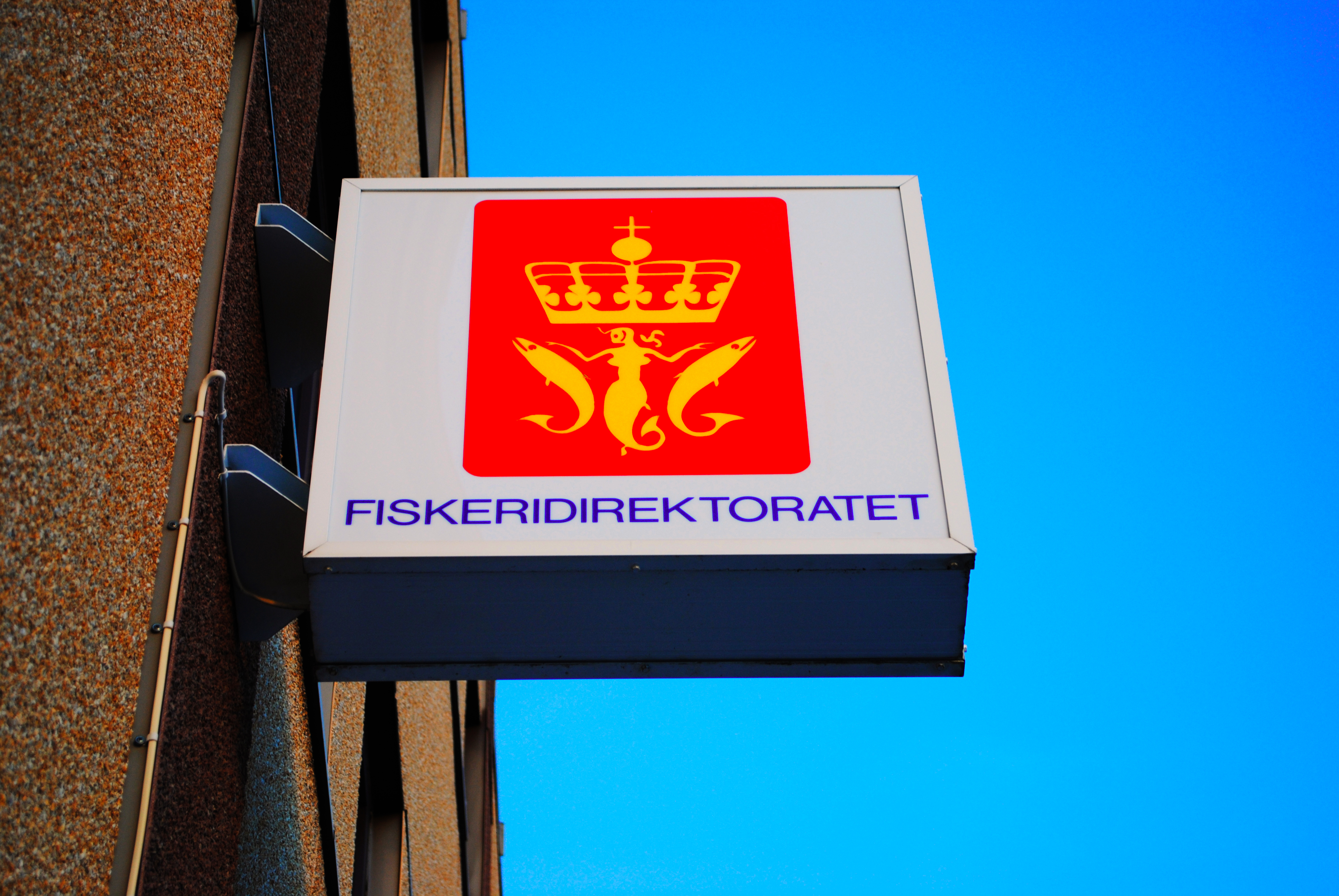
Logo des Fiskeridirektoratet auf einem Schild in Tromsø

Die Behörde ist sowohl in ausführender als auch beratender Tätigkeit für das norwegische Wirtschafts- und Fischereiministerium im Einsatz. Die Zuständigkeit liegt dabei in der Verwaltung der Fischerei und Meeresnutzung, wo es auch für die Kontrolle der Einhaltung der Gesetze und Regeln zuständig ist. Die Behörde berät das Ministerium unter anderem in Fragen zu Fischerei und Aquakulturen. Das Fiskeridirektoratet nimmt auch an Verhandlungen zu Fischereiquoten mit anderen Ländern teil.
Unter der damaligen Fischereiministerin Elisabeth Aspaker wurde die Zahl der Regionen, in die die Behörde unterteilt ist, von sieben auf fünf reduziert. Es blieben danach folgende Regionen bestehen:
- Region Nord: Zuständig für Troms und Finnmark, mit einem Sitz in Tromsø
- Region Nordland: Zuständig für Nordland, mit einem Sitz in Bodø
- Region Midt: Zuständig für Trøndelag und Møre og Romsdal, mit einem Sitz in Ålesund
- Region Vest: Sitz in Måløy
- Region Sør: Sitz in Egersund

Die fünf Regionen wurden zum 1. November 2022 aufgelöst und die Behörde stattdessen nach Fachbereichen gegliedert.